# Akcja Brutus
Akcja Brutus – polski propagandowy dramat sensacyjny z 1971 w reżyserii Jerzego Passendorfera. Scenariusz na podstawie własnej powieści Worek judaszów napisał Zbigniew Nienacki.
Premiera odbyła się w potrójnym pokazie z reportażami Przy moście Wytwórni Filmowej „Czołówka” oraz Krawiec dla milionów WFO z 1970 roku.

## O filmie
Akcja filmu toczy się latem roku 1946 w powojennej polskiej rzeczywistości. Jest to historia walk z "bandycką grupą" majora "Boruty". Nie może sobie z nią poradzić Jaruga, szef miejscowego Urzędu Bezpieczeństwa. Nie poddaje się jednak w tej walce, tym bardziej że podejrzewa, iż Boruta ma w UB swojego człowieka.
Film był inspirowany historią infiltracji oraz likwidacji ugrupowania kpt. Stanisława Sojczyńskiego (ps. Warszyc), byłego oficera AK i dowódcy organizacji Konspiracyjne Wojsko Polskie.
Propagował walkę komunistów z "bandyckimi grupami" w powojennej Polsce i przedstawiał narrację pozytywną dla władzy komunistycznej, narzuconej Polsce pod koniec II wojny światowej przez ZSRR i podporządkowanych mu struktur.

## Obsada
- Ewa Krzyżewska jako Anastazja, łączniczka "Boruty"
- Zygmunt Hübner jako major Albert Niwiński, oficer wojewódzkiego UB
- Witold Pyrkosz jako major Jan Skrzypczak "Boruta", dowódca bandy, były oficer AK
- Tadeusz Schmidt jako kapitan Jaruga, szef powiatowego UB
- Marian Kociniak jako porucznik Krysiak, zastępca Jarugi, a tak naprawdę agent "Brutus"
- Jolanta Bohdal jako Krystyna, córka Ramuza
- Krystyna Borowicz jako majorowa Raczyńska
- Janusz Bukowski jako "Niedźwiedź", członek oddziału "Boruty"
- Aleksander Fogiel jako profesor Ramuz
- Janusz Kłosiński jako Sadowski, sekretarz powiatowego komitetu partii
- Wacław Kowalski jako Sowa, komendant MO
- Marian Łącz jako portier w hotelu
- Adam Mularczyk jako porucznik UB Mikołaj Lewicki, kontakt Niwińskiego
- Wojciech Pokora jako "Pająk", członek oddziału "Boruty"
- Michał Szewczyk jako członek oddziału "Boruty"
- Andrzej Gazdeczka jako milicjant
- Andrzej Jurczak
- Zygmunt Malawski jako pracownik UB
- Juliusz Lubicz-Lisowski jako ksiądz w pociągu
- Witold Lisowski
- Stanisław Olejarnik
- Czesław Piaskowski jako chłop Frączak
- Władysław Rojek
- Andrzej Wohl

## Plenery
- Włodawa, Sławatycze, Sobibór (stacja kolejowa).